# The Fairmont Pacific Rim
Das Fairmont Pacific Rim ist ein 140 Meter hohes Hotel- und Wohngebäude im Stadtteil Downtown von Vancouver in der kanadischen Provinz British Columbia. Das Gebäude hat 44 Etagen. Die ersten zwanzig Etagen umfassen das Fünfsterne-Hotel mit 377 Zimmern, auf den restlichen oberen Etagen befinden sich Eigentumswohnungen.
Das Gebäude wurde zu den Olympischen Winterspielen 2010 gebaut, die in Vancouver stattfanden. Das Hotel wird von der kanadischen Hotelgruppe Fairmont Hotels and Resorts betrieben. Das Gebäude befindet sich an der 299 Burrard Street in Downtown Vancouver. Es befindet sich in der Nähe des Ufers von Vancouver. Nach Osten erstreckt sich der Hafen Vancouvers.
Das Gebäude verfügt über ein 790 m² großen Wellnessbereich, Pools, mehrere Restaurants, Bistros und Konferenzräume.

## Weitere Informationen
Am 13. Juli 2013 wurde Glee-Star Cory Monteith in seinem Hotelzimmer tot aufgefunden.